# Kurefjorden naturreservat
Kurefjorden naturreservat er et naturreservat i Rygge og Råde kommuner i Østfold fylke i Norge. Naturreservatet ligger den grunde Kurefjorden mellem halvøen Larkollen i Rygge og Oven i Råde, og har siden 1985 status som ramsarområde, på grund af sin betydning for trækfugle.
Reservatet, der er på 4 km2, blev oprettet i 1978 fordi det er et vigtigt område for rastende ænder og vadefugle på træk, både forår og efterår, blandt andet krikand, gråand, brushane og almindelig ryle. Der er observeret omkring 250 forskellige fuglearter her, og området regnes som den vigtigste lokalitet for trækkende vadefugle i Oslofjordområdet.
Kurefjorden er en grund fjordarm. Ingen del af fjorden er dybere end 3 meter, og det meste er mindre end 1 meter dybt. I de indre dele af fjorden findes der store mudderflader som bliver tilgængelige for vadefuglene ved lavvande. Her vokser der blandt andet salturt, ålegræs og havgræs. Der er fugtige græsmarker langs kysten og landskabet omkring består hovedsagelig af marker.
Fjorden regnes som den bedste lokalitet for observation af vadefugle i Østfold. Der står et fugleobservationstårn på reservatets nordvestlige side, ved Rygge kommunes friluftsområde Kureskjæret.